# Cala Burantino
Cala Burantino (AFI: /ˈka.la/bu.ranˈti.no/) o Burantì (AFI: /buˈrantɪ/) in dialetto algherese; è una insenatura sulla costa nord-occidentale della Sardegna, situata nella Rada di Alghero a 3,8 miglia nautiche, circa 6 km via terra, a sud della città di Alghero. La cala è delimitata a nord dalla caletta Carla e a sud da Rampazzo.
Il suo entroterra è quasi completamente disabitato, con macchia mediterranea che ospita diverse specie di flora e fauna selvatica.

## Territorio
Cala Burantino si trova nel Mar di Sardegna, sulla Riviera del Corallo, all'interno della Rada di Alghero, ed è racchiusa tra Caletta Carla e Rampazzo che ne segnano i confini.
L'insenatura bagna due aree contingenti dell'entroterra chiamate Burantinu e Maccaro.
Burantinu si estende lungo la costa a nord confinando poi con la zona abitata di Padre Bellu, mentre Maccaro occupa la porzione costiera a sud di Cala Burantino, proseguendo poi nell'interno.
Nella parte meridionale di Maccaro, si trova un bacino naturale di raccolta d’acqua piovana. Quando questo esonda a causa delle piogge, l’acqua in eccesso scorre attraverso due alvei distinti, Riu Poglina e Riu Nolli. Il primo sfocia a sud di spiaggia Burantino mentre il secondo proprio nel mezzo della caletta Villa Wanda.
La costa di Cala Burantino ha una composizione geologica con predominanza di roccia arenaria di color giallo intervallata e, in alcuni punti, fusa con formazioni rocciose di origine vulcanica. Queste rocce, ricche di minerali, sono di un caratteristico colore rosa scuro.
La cala è circondata da macchia mediterranea.  Le principali specie di piante presenti nella zona sono il rosmarino, il mirto, il lentisco, l'olivastro e la palma nana. La fauna locale vede il cinghiale, la volpe, il coniglio selvatico, il falco e la tartaruga terrestre come specie più comuni. La fauna marina è quella tipica del mediterraneo.
Data la sua posizione geografica, da Cala Burantino si ha una chiara visuale dei sistemi carsici di Capo Caccia, Punta Giglio e Monte Doglia a nord ovest, e del Monte Minerva a est.

## Origini del nome
Il nome riportato nella cartografia ufficiale è "Cala Burantinu" ma con il tempo si è sempre di più utilizzato il nome "Cala Burantino". In dialetto arcaico algherese veniva nominata come Bolantì mentre nel dialetto corrente Burantì.

## Spiagge e calette

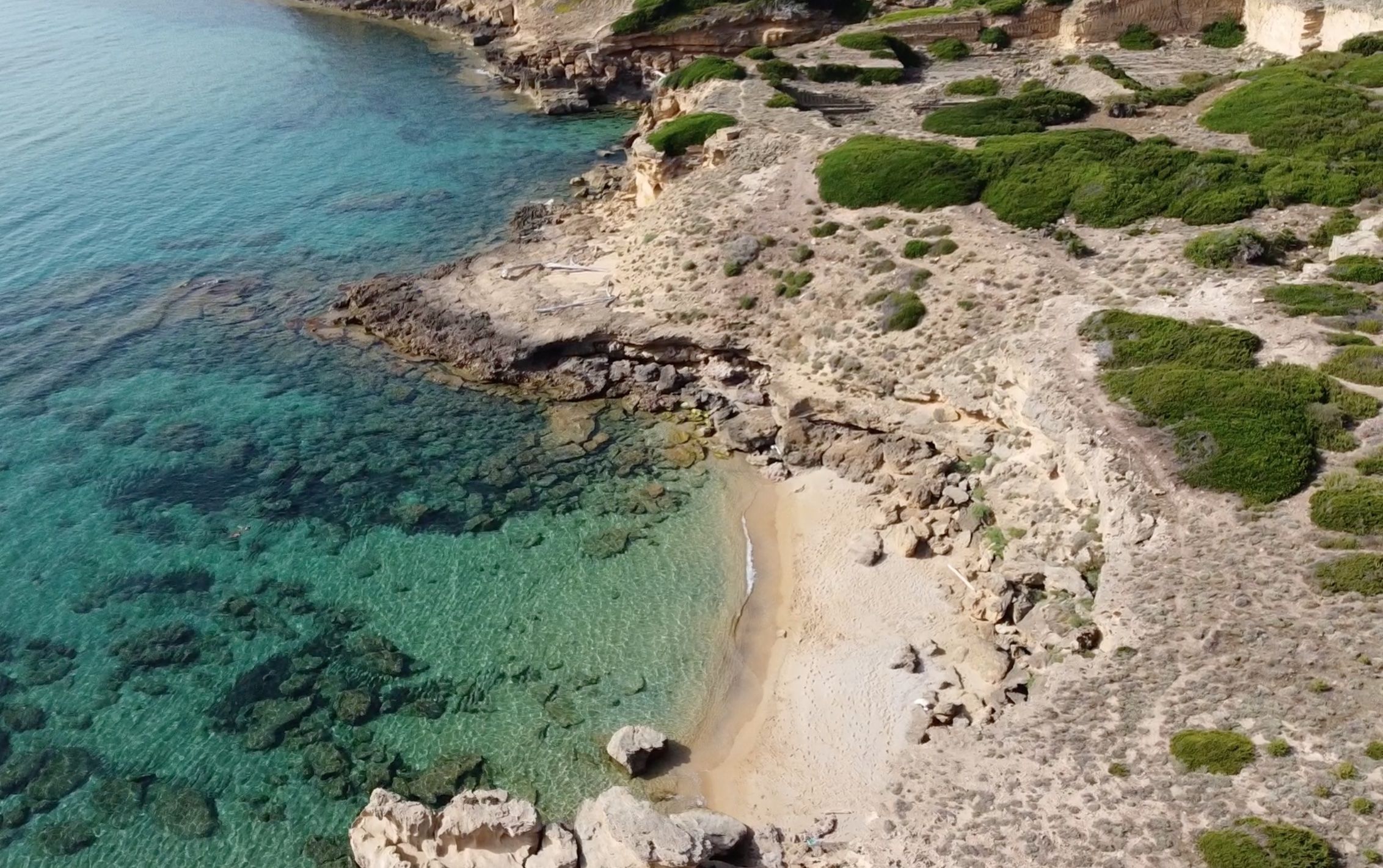
Spiaggia Burantino.

Cala Burantinu ha due spiagge e tre diverse calette geologicamente eterogenee tra loro mentre il fondale è prevalentemente sabbioso.

### Spiaggia Burantino
Spiaggia Burantino è da circondata rocce arenarie e magmatiche, l'arenile è formato da sabbia carbonatica grossolana di color giallo ocra. Il fondale è basso, parzialmente sabbioso con un declino lungo.
Le dimensioni della spiaggia variano di anno in anno a seconda delle mareggiate e delle correnti. La lunghezza può variare dai 34 ai 50 metri circa, mentre in larghezza dai 5 fino ai 15 metri circa. La dimensione massima nell'arco di tempo di 83 anni (1940-2023) si è registrata nel 2008 quando la spiaggia raggiunse i 98 metri di lunghezza e i 35 di profondità.

### Caletta di Villa Wanda

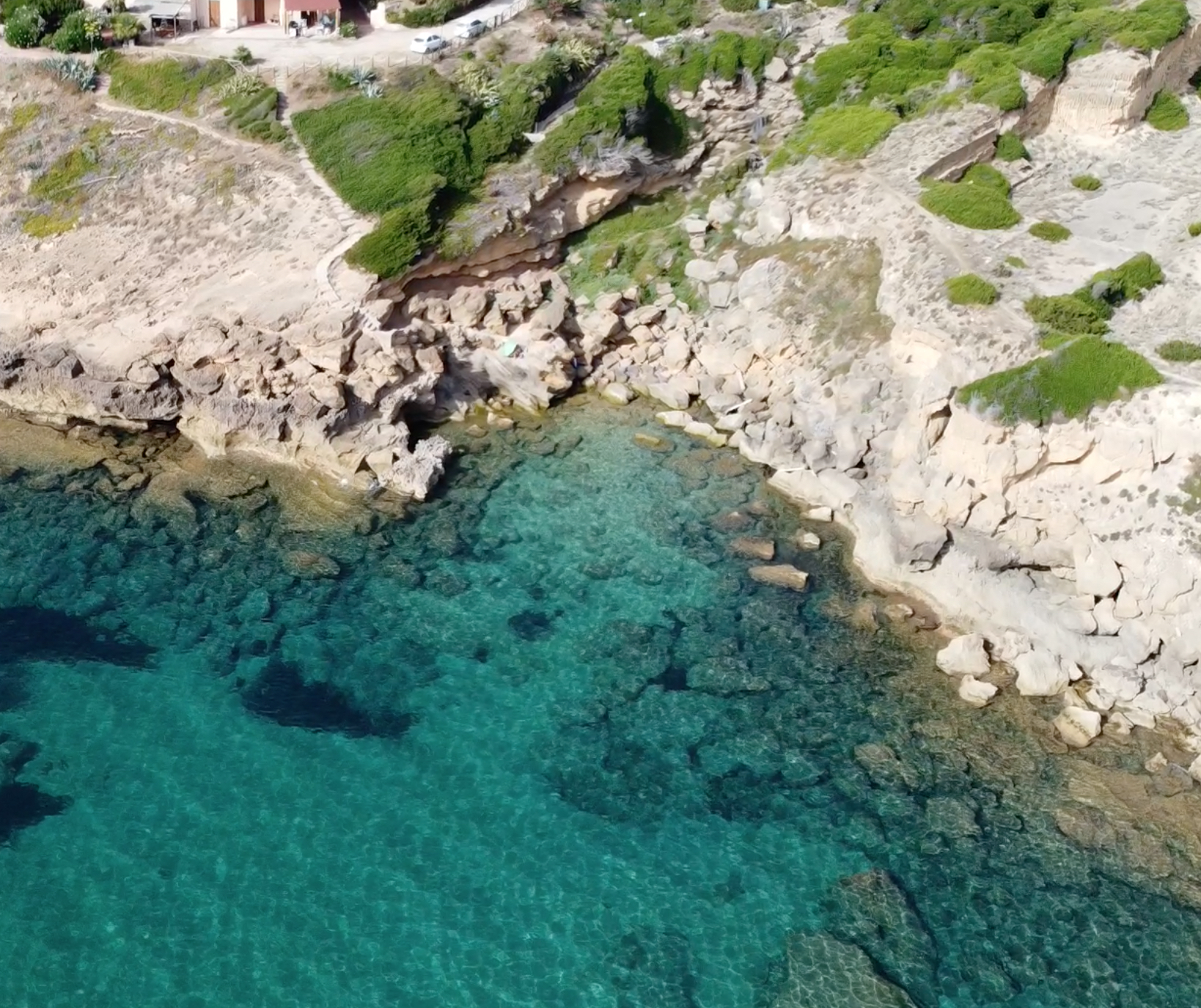
Caletta di Villa Wanda. La foto scattata nel 2023 la mostra senza spiaggia.

La caletta è formata da alte rocce di arenaria e il fondale è basso e sabbioso. Benché situata a poche decine di metri dalla spiaggia Burantino la presenza di un arenile non è costante nel tempo. Questa è esposta alle mareggiate di maestrale e ospitando la foce dell'alveo di Riu Nolli, la spiaggia appare e scompare in modo imprevedibile. Osservando le aerofotogrammetrie dal 1940 fino ad oggi si nota che la spiaggia nella caletta è presente solo in alcuni anni.
Differentemente delle altre calette di Cala Burantino questa è composta esclusivamente da roccia arenaria il che permette alla macchia mediterranea di arrivare quasi fino al mare.

### Caletta Carla e Arcamyrturs
Le calette sono contornate da alte pareti rocciose di arenaria che si fondono con le più antiche formazioni vulcaniche di colore rosa. Questa unione di gruppi rocciosi così diversi anche nei colori crea un effetto particolare.
Caletta Carla si posiziona come confine settentrionale di Cala Burantino. In direzione opposta, verso sud, si trova Rampazzo.

### Rampazzo

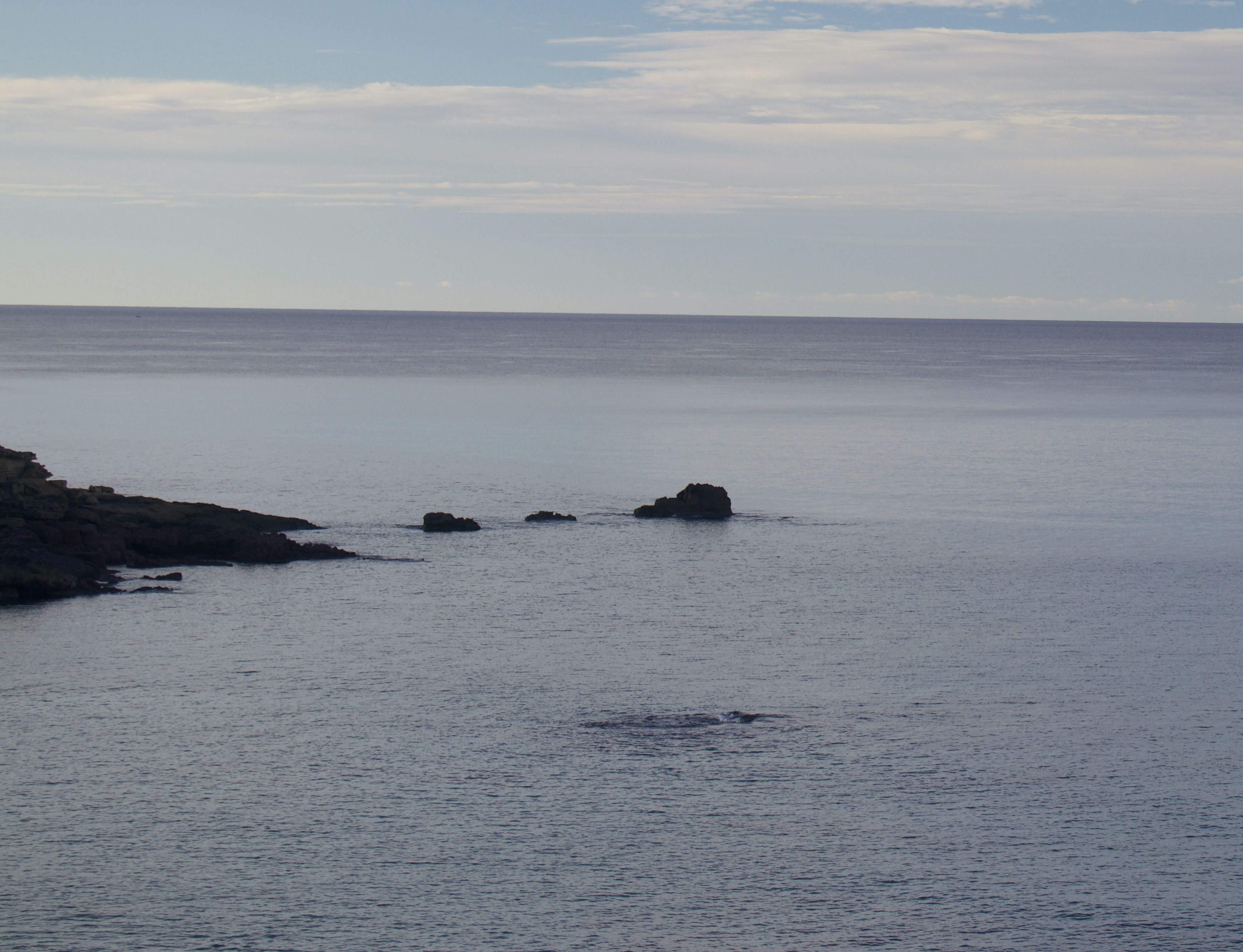
I tre scogli di Rampazzo

Rampazzo è una punta caratterizzata da tre scogli emergenti che si dispongono lungo una linea verticale rispetto alla costa. Questa formazione geologica assume un ruolo significativo nell'identificazione geografica dei confini naturali di Cala Burantino.
I tre scogli costituiscono la demarcazione del punto di chiusura meridionale della cala, mentre il suo confine settentrionale è delineato da Cala Carla. Oltre questa formazione rocciosa si estende la cala nota come Torre Poglina con Scoglio di Poglina che ne segna la sua estremità meridionale.

## Cava Bolantì

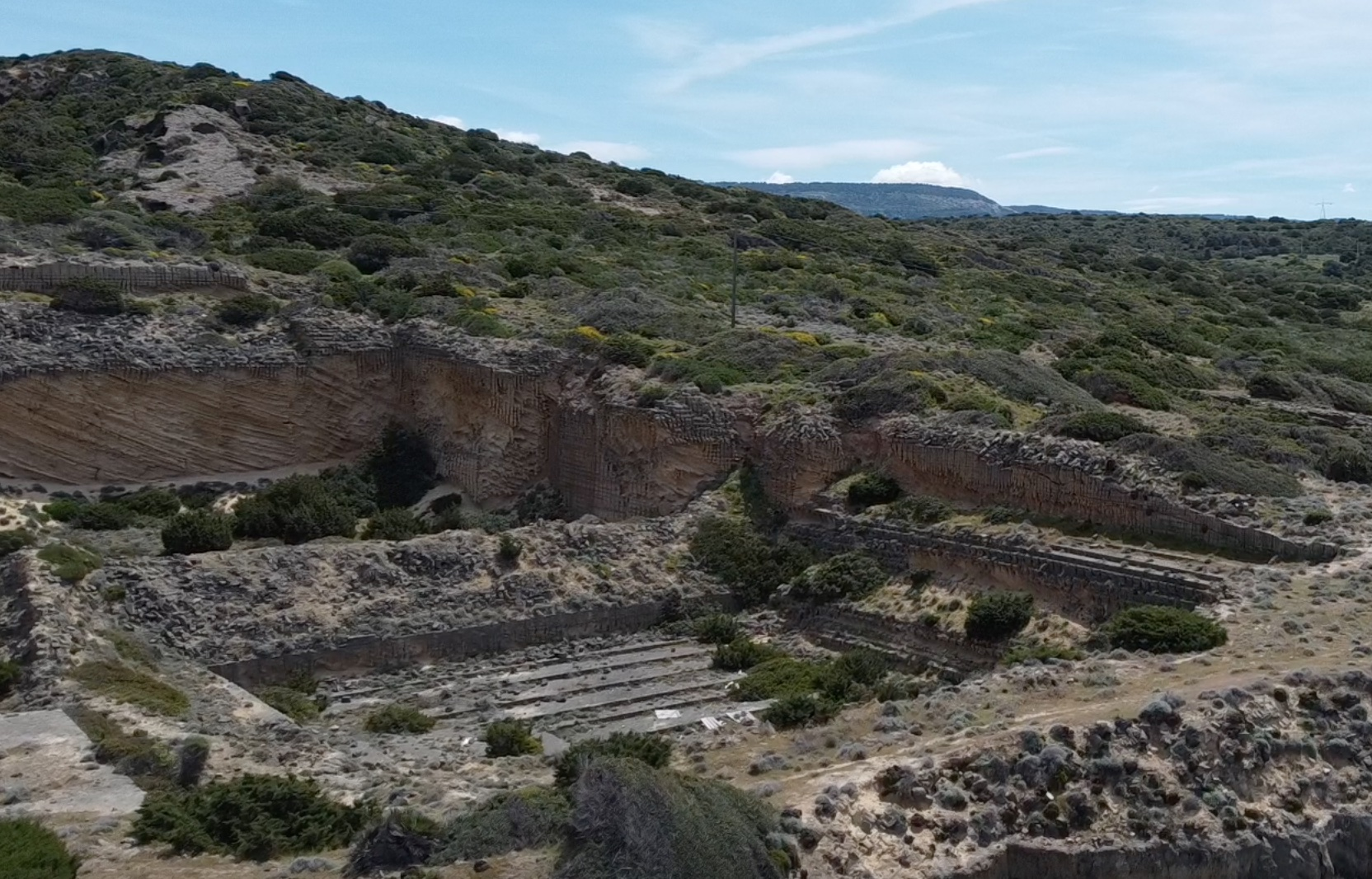
Vista sulla storica Cava di pietra Bolantì

La storia della cala è legata a quella delle città di Alghero e Bosa.
Tra caletta Villa Wanda e Spiaggia Burantino insiste Cava Bolantì.
Questa è nota per aver prodotto i blocchi di calcarenite, conosciuti con il nome catalano di “massacà”, i quali sono stati utilizzati nel tempo per costruire le mura di cinta della città di Alghero e gran parte del suo centro storico.
Tale pratica è riscontrabile fin dall'epoca catalano-aragonese, durante la quale i materiali estratti venivano impiegati nella costruzione di edifici all'interno delle fortificazioni.
Cava Bolantì, infatti, rientra in quella che fu "la via del massacà" (la tratta costiera che collegava Alghero a Bosa), in riferimento alla presenza significativa di cave marine contenenti questa categoria di roccia. 
Ancora oggi sono visibili fra gli strati rocciosi della cava le “linee di rottura” per cui ogni blocco è stato intagliato nonostante le attività estrattive siano terminate agli inizi degli anni 60..